# 1617 год в России
Царствование: 1613—1645 — Михаила Фёдоровича

## События
- 1609—1618 — Русско-польская война[1].
  - 1613—1617 — осада Смоленска[2].
  - Сентябрь 1617—декабрь 1618 — начало похода на Москву польского королевича Владислава и украинского гетмана Петра Сагайдачного[3].
  - Октябрь 1617—май 1618 — осада Калуги[4].
  - Курск выдержал осаду польско-литовских интервентов[5].
  - Тутаев разорён польско-литовскими отрядами (см. 1609 и 1622)[6].
  - Осень — польское войско подошло к Москве, но осада шла неудачно и (23 ноября) начались переговоры, в результате заключили перемирие на 14,5 лет, Польша получила Смоленскую область и часть Северской земли, а Россия — необходимую передышку[7].
- 1610—1617 — окончание Русско—шведской войны[8].
  - 17 февраля — Столбовский «вечный мир», мирный договор России и Швеции (к России вернулись Новгород, Старая Русса, Порхов, Ладога, Гдов, Сумерская волость; отошли к Швеции — Ижорская земля и Корела); в итоге Россия потеряла выход на Балтийское побережье[3].
  - 14 марта — шведы покинули Новгород[3].
- Никон (1605—1681; будущий патриарх) ушёл, вероятно, и становится послушником в одном из монастырей основанных Макарием Желтоводским, но по настоянию родных вернулся домой[9].
- В российское подданство перешли сибирские народы проживающие в Буклинской волости на Енисее[10].
- Состоялся набег крымских татар на южные границы Русского государства. Поход проходил одновременно с походом Владислава на Москву[11].
- В Москве находилось английское и шотландское посольства во главе с английским послом и агентом Московской компании Джоном Мериком[12][13].
- Персидское посольство в Москве[14].
- Выпуск второй редакции «Хронографа»[3].
- Местничество: 
  - Касаткин-Ростовский Богдан Васильевич и Туренин Василий Иванович[15].
  - Вердеревский Юрий Васильевич, Кологривов Иван Петрович против Гагарина Афанасия Фёдоровича[15].
  - 18 октября — царский наказ Пожарскому Дмитрию Михайловичу о нахождении без мест на государевой службе в Калуге с князем Гагариным Афанасием Фёдоровичем[16].

### Города и поселения
- Восстановлена крепость Оскол (Старый Оскол) полностью уничтоженная казаками в 1616 году[17].
- Для защиты от набегов ногайцев, построен острожек, который получил название по местной церкви село Троицкое (сов. г. Мамадыш)[18].

## Руководители приказов[19]
| Года      | Приказ                | Ф,И,О главы                  | Примечание |
| --------- | --------------------- | ---------------------------- | ---------- |
| 1615-1622 | Аптекарский приказ    | Салтыков Михаил Михайлович   |            |
| 1617-1626 | Новгородская четверть | Грамотин Иван Тарасьевич     |            |
| 1617      | Галицкая четверть     | Пожарский Дмитрий Михайлович |            |
| 1617-1619 | Большого прихода      | Измайлов Артемий Васильевич  |            |
| 1615-1618 | Посольский приказ     | Третьяков Пётр Алексеевич    |            |
| 1615-1618 | Устюжская четверть    | Третьяков Пётр Алексеевич    |            |

## Воеводы[23]
| Года      | Город     | Ф,И,О воеводы                   | Примечания               |
| --------- | --------- | ------------------------------- | ------------------------ |
| 1617-1618 | Алатырь   | Погожей Дементий Семёнович      |                          |
| 1616-1617 | Арзамас   | Измайлов Иван Васильевич        | Стольник                 |
| Февраль   | Арзамас   | Пушкин Никита Михайлович        |                          |
| 1617-1618 | Арск      | Бибиков Никифор                 |                          |
| 1615-1520 | Астрахань | Хованский Андрей Андреевич      |                          |
| 1617      | Балахна   | Голочолов Иван Борисович        |                          |
| 1615-1618 | Берёзов   | Зюзин Беляница Лаврентьевич     |                          |
| 1617      | Болхов    | Наумов Иван Фёдорович           |                          |
| 1616-1617 | Боровск   | Загряжский Григорий Алекесеевич |                          |
| 1616-1617 | Брянск    | Дашков Иван Андреевич           | Стольник Смоленская губ. |
| 1616-1617 | Белый     | Щербатов Василий Петрович       | Стольник Смоленская губ. |
| 1617-1618 | Белый     | Хилков Борис Андреевич          | Стольник Смоленская губ. |
| 1616-1617 | Белгород  | Горихвостов Григорий Иванович   |                          |
| 1617-1618 | Белёв     | Толочанов Афанасий Михайлович   |                          |

## Родились
- Анкудинов, Тимофей Дементьевич (Тимо́шка Анкуди́нов; ок. 1617, Вологда — 1654, Москва) — международный авантюрист, самозванец, поэт, выдававший себя за мифического сына царя Василия IV Шуйского.
- Потёмкин, Пётр Иванович (1617—1700) — дипломат и военачальник; пращур знаменитого Григория Потёмкина.
- Репнин, Иван Борисович (1617 — 5 июня 1697) — военный и государственный деятель, стольник (1640), боярин и дворецкий (1658), ближний боярин (1679), воевода в Могилеве, Новгороде, Полоцке, Белгороде, Смоленске и Тобольске.

## Умерли
- Бахтеяров-Ростовский, Владимир Иванович — князь, военный и государственный деятель, воевода и боярин (с 1608).
- Феодорит (архиепископ Рязанский) (1551 — 10 (20) сентября 1617) — епископ Русской православной церкви, архиепископ Рязанский и Муромский; участник Земского собора 1613 года.